# 金馬獎頒獎典禮

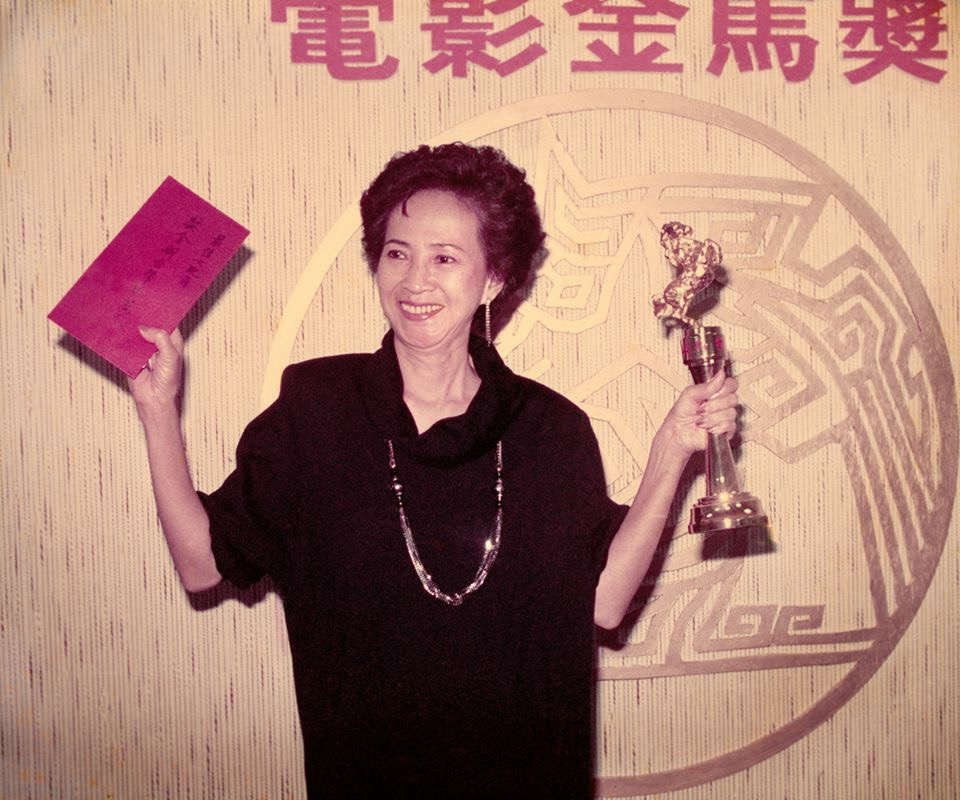
1985年金馬獎最佳女配角唐如韞在頒獎典禮的採訪照片。

金馬獎頒獎典禮每年10月至11月間於臺灣舉辦並頒發金馬獎，獲傳媒譽為台灣海峽兩岸三地乃至華人影壇最受矚目的電影盛會及年度盛事。

## 歷史
在1964年和1974年，因為行政院新聞局主辦第11屆亞洲影展（今亞太影展）和第20屆亞太影展，以及1964年電懋總裁陸運濤一行30餘人飛機失事罹難而兩度停辦金馬獎。且早年的金馬獎並無入圍名單，得獎者也是提前公布，所有的得獎者皆排排站由長官頒獎。一直到1978年才有入圍名單，而當年的頒獎典禮也都選在10月30日或31日於臺北市中山堂舉辦，藉以向總統蔣中正祝壽。由於早期中國大陸和香港並未設置類似的電影競賽，金馬獎因此受到臺灣和香港電影從業人員格外的重視；自1970年代以來，金馬獎在很長一段時間內成為華語電影界最受矚目的電影盛會，甚至多次邀請好萊塢、日本及韓國明星擔任頒獎嘉賓，增添典禮聲色之餘也打開國際間的知名度，時至今日在華語電影界仍深具影響力和指標性意義。同時金馬執委會也都會邀請香港電影金像獎籌委會、香港演藝人協會、香港電影工作者總會、香港導演協會等組織參與，並定期舉行電影探討會，以期提升華語電影的素質。在1980年代以前，由於臺灣海峽兩岸間的政治對立，金馬獎評選對象以臺灣和香港電影為主；隨著臺海兩岸經貿文化交流的開展，加上臺灣電影工業減弱、香港電影工作人員流失等因素的作用，1990年代中期以來，中國大陸電影參加競賽項目的數量不僅大增，並且逐漸成為入圍獎項的大宗。

## 星光大道

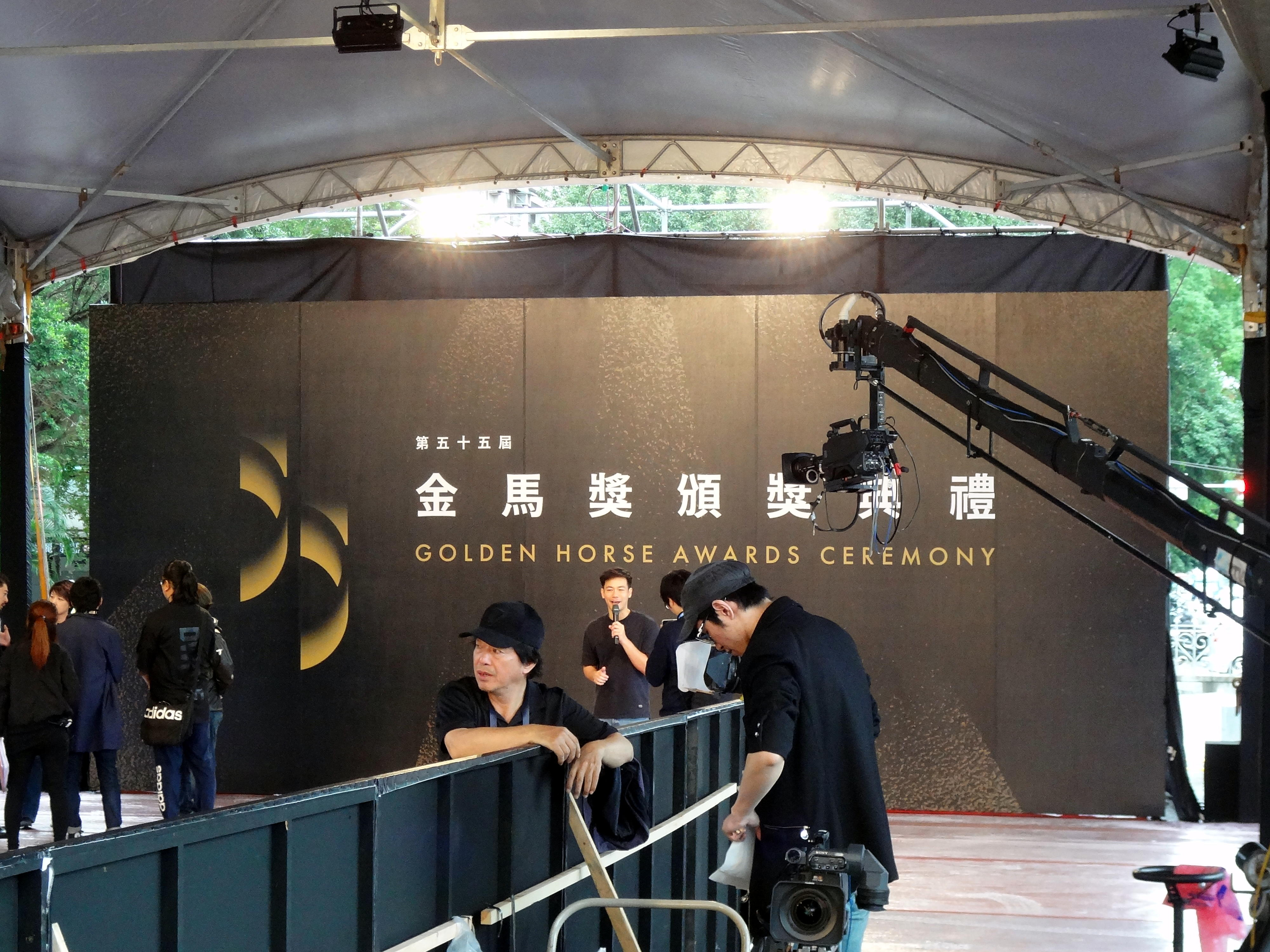
2018年金馬獎頒獎典禮的星光大道。

1993年起，金馬獎效法金鐘獎、美國奧斯卡金像獎和法國坎城影展，於頒獎典禮前設置星光大道，讓受邀參加典禮的入圍者、知名影人和其他各界人士經由鋪有紅地毯的動線進入會場。紅毯中段會安排主持人進行簡短介紹與訪問，同時接受現場群眾的歡呼，以及媒體攝影採訪，為典禮增加曝光度和話題。
近年來星光大道主持人多由楊千霈與其他男主持人搭配主持，此外，她也是近年金曲獎及金鐘獎星光大道女主持人。

## 主題曲
金馬獎主題曲《金馬奔騰》出現在1980年第17屆金馬獎頒獎典禮上，由音樂家樊曼儂和作詞家孫儀合作完成，其歌詞為：「讓金馬帶動，電影的巨輪；如金之真純，如馬之奔騰；為藝術獻身，至善至美至真；以喜怒哀樂，表達人生；讓金馬精神，引導著我們；追求著理想，向前飛奔。」女高音蔡敏和國立臺灣大學的百人合唱團率先於1980年頒獎典禮演唱。1981年頒獎典禮由孫儀擔任製作人，重新編曲後再次邀請蔡敏和中華民國國軍三軍合唱團演唱。此後第33屆金馬獎的頒獎典禮上，由張宇、張清芳合唱重方式以高呼三聲“金馬獎”為結尾。第51屆金馬獎由頒獎典禮主持人陳嘉樺重新詮釋。其他各屆，大都僅以演奏配樂形式於頒獎典禮中呈現。
| 曲序 | 曲目                   |      | 作曲   |
| ---- | ---------------------- | ---- | ------ |
| 1.   | 《金馬奔騰》（主題曲） | 孫儀 | 樊曼儂 |

| \| \| 讓金馬帶動 電影的巨輪 如金之真純 如馬之奔騰 為藝術獻身 至善 至美 至真 以喜怒哀樂 表達人生 讓金馬精神 引導著我們 追求著理想 向前飛奔 \| | |
| | 讓金馬帶動 電影的巨輪 如金之真純 如馬之奔騰 為藝術獻身 至善 至美 至真 以喜怒哀樂 表達人生 讓金馬精神 引導著我們 追求著理想 向前飛奔 |

## 頒獎典禮
早期典禮的流程全由司儀一職來執掌，其主要工作是負責報幕、提調頒獎事宜、訪談得獎人等，性質與現在的主持人差不多，但負責的工作項目更多。儘管早期的司儀不失幽默風趣，但仍不免流於嚴肅、枯燥的官方氣息，因此醞釀了後來加入主持人的一大轉變，並承接司儀原先在主持方面的工作。近年來的司儀，專門負責幕後報幕的配音工作（又稱為旁白），是一份相當吃重的工作，需要相當的歷練才能勝任。歷屆在幕前的司儀有丁秉燧、安鵬等人，以及近年來活躍於「三金典禮」和亞太影展幕後的賈培德（德仔）。
| 1  | 1962年10月31日 |        |                      | 王雲五               | 臺北市國光戲院       |                                                               |      |      |
| 2  | 1963年10月31日 |        |                      | 無                   | 臺北市國光戲院       |                                                               |      |      |
| － | 1964年         | 停辦   | 停辦                 | 停辦                 | 停辦                 | 停辦                                                          | 停辦 | 停辦 |
| 3  | 1965年10月30日 |        |                      | 沈劍虹               | 臺北市中山堂         |                                                               |      |      |
| 4  | 1966年10月30日 |        |                      | 無                   | 臺北市中山堂         |                                                               |      |      |
| 5  | 1967年10月30日 |        |                      | 無                   | 臺北市中山堂         | 中國廣播公司（直播）                                          |      |      |
| 6  | 1968年10月30日 |        |                      | 黃少谷               | 臺北市中山堂         |                                                               |      |      |
| 7  | 1969年10月30日 |        |                      | 鍾皎光               | 臺北市中山堂         |                                                               |      |      |
| 8  | 1970年10月30日 |        |                      | 無                   | 臺北市中山堂         |                                                               |      |      |
| 9  | 1971年10月30日 |        |                      | 羅雲平               | 臺北市中山堂         |                                                               |      |      |
| 10 | 1972年10月30日 |        |                      | 無                   | 臺北市中山堂         |                                                               |      |      |
| 11 | 1973年10月30日 |        |                      | 無                   | 臺北市中山堂         |                                                               |      |      |
| － | 1974年         | 停辦   | 停辦                 | 停辦                 | 停辦                 | 停辦                                                          | 停辦 | 停辦 |
| 12 | 1975年10月30日 |        |                      | 無                   | 臺北市中山堂         |                                                               |      |      |
| 13 | 1976年10月30日 |        |                      | 丁懋時               | 臺北市中山堂         | 無頒獎典禮轉播                                                |      |      |
| 14 | 1977年10月30日 |        |                      | 徐慶鐘               | 臺北市中山堂         | 無頒獎典禮轉播                                                |      |      |
| 15 | 1978年10月31日 |        |                      | 王豪 凌波            | 臺北市中山堂         |                                                               |      |      |
| 16 | 1979年11月2日  |        |                      | 蔣光超 張艾嘉        | 臺北市國父紀念館     |                                                               |      |      |
| 17 | 1980年11月3日  |        |                      | 蔣光超 張艾嘉        | 臺北市國父紀念館     |                                                               |      |      |
| 18 | 1981年10月30日 |        |                      | 李濤 蕭芳芳          | 高雄市立中正文化中心 | 華視                                                          |      |      |
| 19 | 1982年10月24日 |        |                      | 胡茵夢 蔣光超        | 臺北市國父紀念館     | 中視                                                          |      |      |
| 20 | 1983年11月16日 |        |                      | 孫越 恬妞            | 高雄市立中正文化中心 | 臺視                                                          |      |      |
| 21 | 1984年11月18日 |        |                      | 王冠雄 姚煒          | 臺北市國父紀念館     | 華視                                                          |      |      |
| 22 | 1985年11月3日  |        |                      | 孫越 胡茵夢          | 高雄市立中正文化中心 |                                                               |      |      |
| 23 | 1986年11月29日 |        |                      | 張小燕 曾志偉        | 臺北市立社會教育館   | 廣播：中廣新聞網（直播） 電視：中視                           |      |      |
| 24 | 1987年10月29日 |        |                      | 張小燕 陶大偉        | 臺北市立社會教育館   | 華視                                                          |      |      |
| 25 | 1988年11月5日  |        |                      | 張艾嘉 陶大偉        | 臺北市中華體育館     | 臺視                                                          |      |      |
| 26 | 1989年12月9日  |        |                      | 巴戈 銀霞            | 臺北市國家戲劇院     | 中視                                                          |      |      |
| 27 | 1990年12月10日 |        | 曹啟泰 曹蘭          | 張小燕 黃霑          | 臺北市國家戲劇院     | 華視                                                          |      |      |
| 28 | 1991年12月4日  |        | 孫興 張月麗          | 凌峰 胡慧中          | 臺北市國家戲劇院     | 臺視                                                          |      |      |
| 29 | 1992年12月12日 |        |                      | 張小燕 鄭丹瑞        | 臺北市國父紀念館     | 中視                                                          |      |      |
| 30 | 1993年12月4日  |        | 高怡平               | 孫越 方芳芳          | 臺北市國父紀念館     | 華視                                                          |      |      |
| 31 | 1994年12月10日 |        | 何篤霖 陳孝萱        | 曾慶瑜 鍾鎮濤 張世   | 臺北市國父紀念館     | 臺視                                                          |      |      |
| 32 | 1995年12月9日  |        |                      | 張小燕 張艾嘉        | 臺北市國父紀念館     | 中視 衛視中文台                                               |      |      |
| 33 | 1996年12月14日 |        |                      | 胡瓜 鄺美雲          | 高雄市立中正文化中心 | 華視（19:30起轉播） 衛視電影台（21:30起轉播，全程不插播廣告） |      |      |
| 34 | 1997年12月13日 | 徐天榮 | 曲艾玲 方保羅        | 眭澔平 吳君如        | 臺北市國父紀念館     | 東森電視                                                      |      |      |
| 35 | 1998年12月12日 | 徐天榮 | Jeff Locker（傑夫）  | 高怡平 吳宗憲        | 臺北市國父紀念館     | 中視 衛視中文台                                               |      |      |
| 36 | 1999年12月12日 | 饒曉明 | 董至成 曾寶儀        | 周華健 陶晶瑩        | 臺北市國父紀念館     | TVBS-G黃金娛樂台                                              |      |      |
| 37 | 2000年12月2日  | 羅慧明 | 巫啟賢 張鳳書        | 陶晶瑩 馮德倫 吳奇隆 | 臺北市國父紀念館     | 年代MUCH台                                                    |      |      |
| 38 | 2001年12月8日  | 虞戡平 | 侯冠群 周瑛琦        | 蔡康永 高怡平        | 花蓮縣小巨蛋體育場   | 超視                                                          |      |      |
| 39 | 2002年11月16日 | 侯孝賢 | 張兆志 徐曉晰        | 鄭裕玲 蔡康永        | 高雄市立文化中心     | TVBS-G黃金娛樂台                                              |      |      |
| 40 | 2003年12月13日 | 王童   | 聶雲 賈永婕          | 鄭裕玲 蔡康永        | 臺南市立藝術中心     | TVBS-G黃金娛樂台                                              |      |      |
| 41 | 2004年12月4日  | 許鞍華 | 陳建州 余炳賢        | 蔡康永 林志玲        | 臺中市中山堂         | TVBS-G黃金娛樂台                                              |      |      |
| 42 | 2005年11月13日 | 陳耀圻 | 蔣怡 黃子佼 黃志瑋   | 胡瓜 侯佩岑          | 基隆文化中心         | 東風衛視                                                      |      |      |
| 43 | 2006年11月25日 | 張昌彥 | 何戎 蔣怡            | 蔡康永 侯佩岑        | 臺北小巨蛋           | 東風衛視                                                      |      |      |
| 44 | 2007年12月8日  | 焦雄屏 | 聶雲 路嘉怡          | 藍心湄 陳建州 周瑛琦 | 臺北小巨蛋           | 衛視電影台 鳳凰衛視中文台                                     |      |      |
| 45 | 2008年12月6日  | 焦雄屏 | 隋棠 黃子佼          | 鄭裕玲 陳建州        | 臺中市中山堂         | 衛視電影台                                                    |      |      |
| 46 | 2009年11月28日 | 虞戡平 | 唐從聖 楊千霈        | 陶晶瑩               | 臺北縣政府大樓       | 東風衛視                                                      |      |      |
| 47 | 2010年11月20日 | 黃建業 | 林暐恆 林郁智        | 蔡康永 徐熙娣        | 桃園縣多功能展演中心 | 臺視 myVideo(網路直播)                                        |      |      |
| 48 | 2011年11月26日 | 張艾嘉 | 楊千霈 林郁智        | 曾志偉 曾寶儀        | 新竹市文化局演藝廳   | 臺視 myVideo(網路直播)                                        |      |      |
| 49 | 2012年11月24日 | 劉德華 | 楊千霈 蔡昌憲        | 曾寶儀 黃渤          | 宜蘭縣羅東文化工場   | 臺視 myVideo(網路直播)                                        |      |      |
| 50 | 2013年11月23日 | 李安   | 黃子佼 楊千霈        | 蔡康永               | 臺北市國父紀念館     | 臺視 myVideo(網路直播)                                        |      |      |
| 51 | 2014年11月22日 | 陳冲   | 楊千霈 楊達敬        | 黃子佼 陳嘉樺        | 臺北市國父紀念館     | 臺視 myVideo(網路直播)                                        |      |      |
| 52 | 2015年11月21日 | 陳國富 | 楊千霈 楊達敬        | 黃子佼 林志玲        | 臺北市國父紀念館     | 臺視 myVideo(網路直播)                                        |      |      |
| 53 | 2016年11月26日 | 許鞍華 | 楊千霈 辰亦儒        | 陶晶瑩               | 臺北市國父紀念館     | 臺視 myVideo(網路直播)                                        |      |      |
| 54 | 2017年11月25日 | 吳念真 | 楊千霈 劉傑中        | 陶晶瑩               | 臺北市國父紀念館     | 臺視 myVideo(網路直播)                                        |      |      |
| 55 | 2018年11月17日 | 鞏俐   | 楊千霈 劉傑中        | 陶晶瑩               | 臺北市國父紀念館     | 臺視 myVideo(網路直播)                                        |      |      |
| 56 | 2019年11月23日 | 王童   | 楊千霈 劉冠廷        | 無                   | 臺北市國父紀念館     | 臺視 myVideo(網路直播)                                        |      |      |
| 57 | 2020年11月21日 | 李屏賓 | 楊千霈 林鶴軒        | 無                   | 臺北市國父紀念館     | 臺視 myVideo(網路直播)                                        |      |      |
| 58 | 2021年11月27日 | 黃建業 | 楊千霈 徐鈞浩        | 林柏宏               | 臺北市國父紀念館     | 臺視 myVideo(網路直播)                                        |      |      |
| 59 | 2022年11月19日 | 許鞍華 | 楊千霈 吳念軒        | 謝盈萱               | 臺北市國父紀念館     | 臺視 myVideo(網路直播)                                        |      |      |
| 60 | 2023年11月25日 | 李安   | 楊千霈 曹佑寧        | 黄路梓茵             | 臺北市國父紀念館     | 臺視 myVideo(網路直播)                                        |      |      |
| 61 | 2024年11月23日 | 譚家明 | 楊千霈 徐鈞浩 王渝萱 | 劉冠廷               | 台北流行音樂中心     | 臺視 myVideo(網路直播)                                        |      |      |
| 62 | 2025年11月22日 |        |                      |                      | 台北流行音樂中心     |                                                               |      |      |

## 典禮主持人

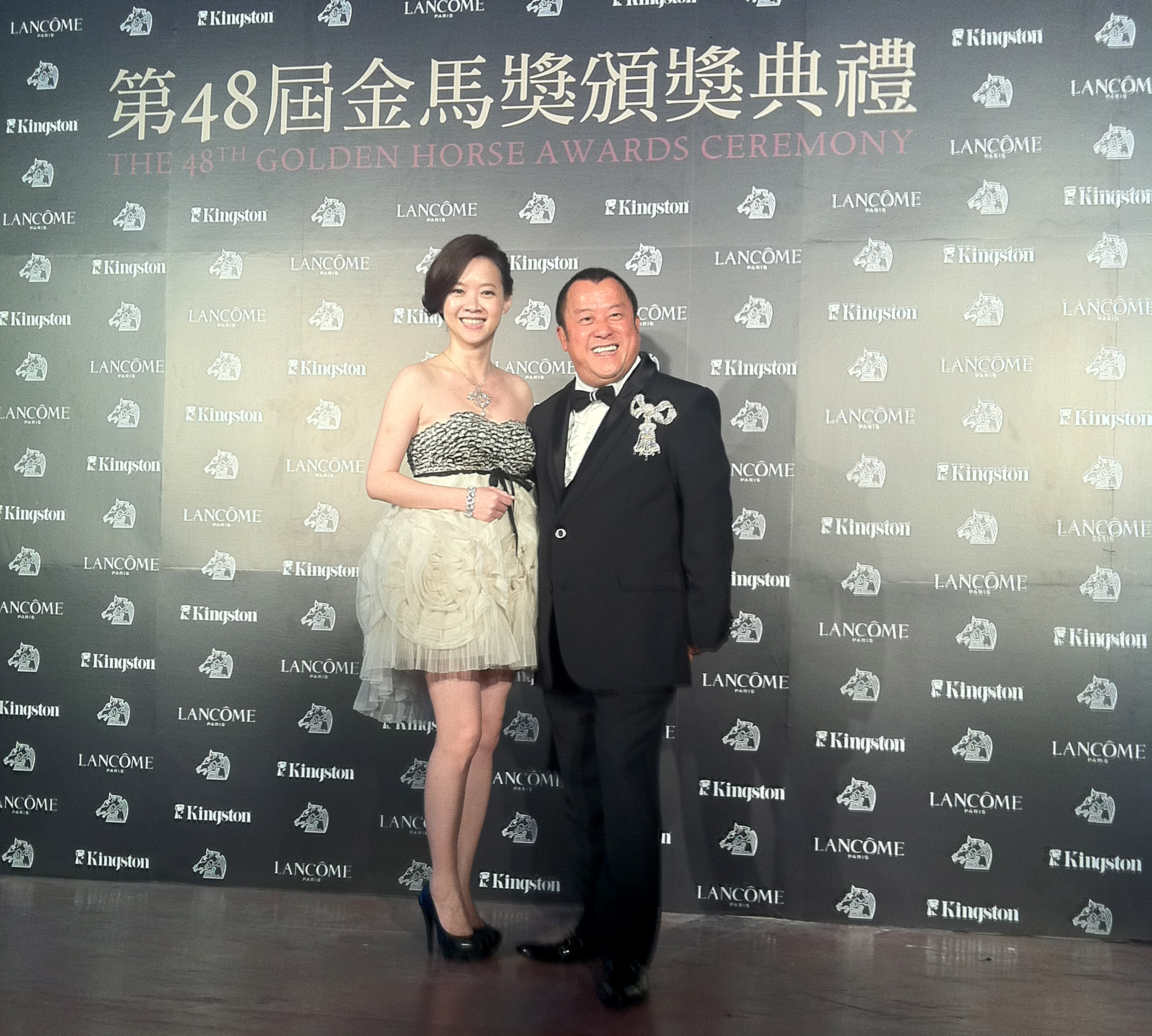
2011年金馬獎頒獎典禮主持人曾志偉和曾寶儀。

主持人一職自1965年的頒獎典禮正式加入，該年度由沈劍虹擔任；到了1978年，由王豪和凌波擔任第一代主持人；1979年和1980年由蔣光超和張艾嘉擔任；其主持風格多承襲早期的典禮司儀，以維持金馬獎傳統的莊重風格，因此主持人可以發揮的空間很有限。但近年來風格已較過去自由許多，金馬獎頒獎典禮的主持人常有「一臺一港」互相搭配的傳統，历届金马奖主持人多為臺灣和香港名人或明星，臺、港聯動的逗笑幽默，頗受觀眾好評。來自中國大陸的黃渤也參與了2012年的主持工作。不過，一些非電影界的綜藝節目主持人，其主持風格被批評過於綜藝娛樂化、八卦和低俗。2013年適逢第50屆金馬獎頒獎典禮，由蔡康永獨挑大樑第7度主持，也創該頒獎典禮主持人身兼決選評審的先例。2019年臺北金馬影展執行委員會調整頒獎典禮的緊湊度，將第56屆金馬獎改為不設主持人，重新安排節目流程。
直到2021年，自第58屆起，恢復設置頒獎典禮主持人。

## 頒獎嘉宾
在典禮中負責頒獎的人稱為頒獎人或頒獎嘉賓。早期多由政府官員、電影公司單位主管，以及資深演員負責頒獎。自1978年開始，一改過去在典禮前十幾天就公佈名單的模式，由頒獎人從評審委員手中接過密封，並在現場拆封揭曉得獎名單。同時，頒獎人也多了訪問得獎人這項重要任務，開始有了過場主持的性質。
衆多著名編導與影星名人都曾受邀擔任頒獎嘉賓或引言人；甚或在2013年邀請金馬執委會主席侯孝賢、當屆評審團主席李安、歷屆金馬獎19位影帝和21位影后共同頒發最佳劇情片，也創下歷年單一獎項頒獎人數最多的紀錄。華人巨星不勝其數，非華人頒獎名人歷來包括：
- 伊莉莎白·泰勒
- 詹姆士·梅遜
- 約翰·菲力普·勞（英语：John Phillip Law）
- 康妮·史蒂芬絲（英语：Connie Stevens）
- 三船敏郎
- 亞蘭·德倫
- 安娜·芭麗瑤[29]
- 姬兒·愛蘭黛（英语：Jill Ireland）[30]
- 查理士·布朗遜[31]
- 乔治·丘克[32]
- 瓊·芳登
- 霍斯·勃齊赫（英语：Horst Buchholz）
- 格伦·福特
- 洛琳·白考兒
- 罗伯特·怀斯[33]
- 杜可風
- 雪歌妮·薇佛
- 文森特·佩雷斯
- 宮澤理惠
- 江角真紀子[34]
- 艾曼紐·德芙
- 崔智友
- 金侖珍
- 奥利维耶·阿萨亚斯[35]
- 羅曼·杜里斯[36]
- 田中麗奈
- 窪塚洋介
- 李準基
- 安藤政信
- 馬修·亞瑪希
- 宮崎葵
- 莉莉·柯林斯
- 妻夫木聰
- 河智苑
- 茱麗葉·畢諾許
- 宋承憲
- 潔西卡·崔絲坦
- 永瀨正敏
- 是枝裕和
- 黑木瞳
- 江口洋介
- 北野武
- 滿島光
- 役所廣司

## 爭議
2017年已主演過多部電影的吳宗憲在《小明星大跟班》節目主持中表示，曾打電話給臺北金馬影展執行委員會，欲想索取該頒獎典禮的兩張門票，但被官方於電話中當場回絕，並即刻掛上電話。吳宗憲當場情緒激動，一度想自薦當典禮頒獎人。
2018年11月17日举办的第55届金马奖的颁奖典礼上，以2014年台湾“太阳花学运”为主题的纪录片《我们的青春，在台湾》夺得金马奖最佳纪录片奖。导演傅榆登台领奖时，热泪盈眶地感叹道：“希望我们的国家可以被当成一个真正独立的个体来看待，这是我身为一个台湾人最大的愿望。”台下的反应一分为二，部分观众对此欢呼雀跃、鼓掌叫好，另外部分无动于衷、甚至义愤填膺。此事件也导致了本届评审团的主席巩俐拒绝同时任执委会主席李安上台颁发最佳影片奖。众中国大陆明星也在一时间纷纷发布以“中国，一点也不能少”为主题、包含台湾的中国地图的微博以表明其政治立场。不仅如此，中国大陆艺人一齐缺席了颁奖典礼结束后的惜别餐会。此次事件之後，中華人民共和國国家电影局正式宣布暂停中国大陆电影和人员参加第56屆金馬獎。也因為如此，此後舉辦的兩屆金馬獎，中國大陸大部分的電影以及香港的部分電影都沒有報名，改而報名在中國大陸地位相類似的中國電影金雞獎。但也有意見認為，被中國大陸所抵制的金馬獎，反而使更多台灣電影、台灣籍影視從業人員和來自其他華人地區（例如新加坡、馬來西亞）的電影和影視從業人員有機會入圍金馬獎。

## 外部連結
- 金馬獎官方網站 （页面存档备份，存于）
- 金馬獎頒獎典禮的Facebook專頁
- 金馬獎頒獎典禮的Instagram帳戶
- YouTube上的金馬獎頒獎典禮頻道
- 金馬獎頒獎典禮的X（前Twitter）